# Baltis Vallis
La Baltis Vallis è una formazione geologica della superficie di Venere. Si tratta di un canale sinuoso, largo da uno a tre chilometri e lungo 6000. Si ritiene che un tempo vi scorresse della lava.
Baltis è il nome di Venere in siriano.